# Вилијам Холден
Вилијам Френклин Бидл млађи (енгл. William Franklin Beedle Jr.; О’Фалон, 17. април 1918 — Санта Моника, 12. новембар 1981), познат као Вилијам Холден (енгл. William Holden), био је амерички глумац. Добитник је Оскара за најбољу мушку улогу. Шест пута је проглашаван за једног од десет најкомерцијалнијих глумаца (1954—1958. и 1961) а Амерички филмски институт га је изабрао за 25. на листи 100 најбољих америчких глумаца.

## Каријера
Прву главну улогу имао је 1939. године у филму Златни дечак (Golden Boy), у коме игра виолинисту који постаје боксер. Потом игра у неколико мањих филмова, а током рата служио је у америчкој војсци.
Каријера му добија нагли узлет 1950. године када га Били Вајлдер ангажује за главну улогу у филму Булевар сумрака, у којем је партнер Глорија Свансон. За ову улогу Холден је први пут номинован за Оскар за најбољу мушку улогу.
Следи серија значајних драмских улога у којима одлично комбинује свој изврсни физички изглед са цинизмом и равнодушношћу. Већ 1953. године добија Оскара за најбољу мушку улогу у филму Сталаг 17, где игра успешног бегунца из нацистичког логора. Следе Провинцијалка (1954) и Мостови Токо-Рија (1954), у којима је партнер Грејс Кели, Пикник (1955), Љубав је дивна ствар (1955) и Мост на реци Квај (1957).
Успешно се појављивао и у комедијама, на пример Месец је плав (1953), Јуче рођена (1950) или Сабрина (1954). Током 1960-их играо је у неколико значајних филмова, као што су чувени вестерн Сема Пекинпоа Дивља хорда (1969), један од најчувенијих филмова катастрофе Паклени торањ (1974), у којем су му партнери Стив Маквин и Пол Њумен, или ТВ мрежа (1976) Сиднија Ламета, за који је по трећи и последњи пут био номинован за Оскара за главну мушку улогу. Последњи филм му је Пасји синови (1981), Блејка Едвардса.

## Лични живот
Био је ожењен глумицом Брендом Маршал, од 1941. године до развода 1971. године, након што су се више пута раздвајали. Имали су два сина.
Холден је 1952. године био кум на венчању Роналда Регана и Ненси Дејвис. Иако је до смрти остао пријатељ са Реганом и подржавао републиканце, никада није желео да се активније бави политиком.
Често је свраћао у Швајцарску, где је имао кућу, а много времена је трошио и на очување животињских врста у Африци. Његов Маунт Кенија сафари клуб у Нањуки, Кенија (основан 1959) постао је мека светског џет-сета.
Био је у дугој вези са глумицом Стефани Пауерс, која је код њега и пробудила интерес за животиње. Имао је везе и са другим значајним холивудским глумицама, као што су Одри Хепберн, Грејс Кели, Капућин или Шели Винтерс.
Патио је од хроничног алкохолизма и депресије. Године 1966. је под дејством алкохола био учесник ауто несреће у Италији, у којој је једно лице погинуло, за шта је добио осмомесечну условну казну. Пријатељи кажу да је после свега још више пио.

## Смрт
Погинуо је од последица пада у својој кући на обали Санта Монике. Био је пијан, оклизнуо се, ударио главом у ноћни сточић и искрварио до смрти. Докази сведоче да је био свестан најмање пола сата после пада, али или није схватио озбиљност повреда или није био у стању да зове у помоћ. Леш је пронађен 16. новембра, али судски вештаци су утврдили да је био мртав већ неколико дана и да је највероватније умро 12. новембра. Имао је 63 године.
Тело му је кремирано а пепео расут над Пацификом.

## Филмографија
| Улоге Вилијама Холдена |                           |               |                |                    |
| Година                 | Српски назив              | Изворни назив | Улога          | Напомена           |
| 1938.                  |                           |               |                | неприписано        |
| 1939.                  |                           |               |                | неприписано        |
| 1939.                  | Златни дечак              |               |                |                    |
| 1939.                  |                           |               |                |                    |
| 1940.                  | Наш град                  |               |                |                    |
| 1940.                  |                           |               |                |                    |
| 1940.                  |                           |               |                |                    |
| 1941.                  |                           |               |                |                    |
| 1941.                  | Тексас                    |               |                |                    |
| 1942.                  |                           |               |                |                    |
| 1942.                  |                           |               |                |                    |
| 1942.                  |                           |               |                |                    |
| 1943.                  |                           |               |                |                    |
| 1947.                  |                           |               |                |                    |
| 1947.                  |                           |               |                |                    |
| 1947.                  | Девојка из варијетеа      |               | cameo          |                    |
| 1948.                  | Човек из Колорада         |               |                |                    |
| 1948.                  |                           |               |                |                    |
| 1948.                  |                           |               |                |                    |
| 1948.                  |                           |               |                |                    |
| 1949.                  |                           |               |                |                    |
| 1949.                  |                           |               |                |                    |
| 1949.                  |                           |               |                |                    |
| 1950.                  |                           |               |                |                    |
| 1950.                  | Булевар сумрака           |               | Џозеф Гилис    | номинација - Оскар |
| 1950.                  |                           |               |                |                    |
| 1950.                  | Јуче рођена               |               |                |                    |
| 1951.                  |                           |               |                |                    |
| 1951.                  |                           |               |                |                    |
| 1952.                  |                           |               |                |                    |
| 1952.                  |                           |               |                |                    |
| 1953.                  | Сталаг 17                 |               | Џеј Џеј Сефтон | Оскар              |
| 1953.                  | Месец је плав             |               |                |                    |
| 1953.                  |                           |               |                |                    |
| 1953.                  |                           |               |                |                    |
| 1954.                  |                           |               |                |                    |
| 1954.                  | Сабрина                   |               |                |                    |
| 1954.                  | Провинцијалка             |               | Берни Дод      |                    |
| 1954.                  | Мостови Токо-Рија         |               |                |                    |
| 1955.                  | Љубав је дивна ствар      |               |                |                    |
| 1955.                  | Пикник                    |               | Хал Картер     | номинација - БАФТА |
| 1956.                  |                           |               |                |                    |
| 1956.                  |                           |               |                |                    |
| 1957.                  | Мост на реци Квај         |               |                |                    |
| 1958.                  |                           |               |                |                    |
| 1959.                  |                           |               |                |                    |
| 1960.                  | Свет Сузи Вонг            |               |                |                    |
| 1962.                  |                           |               |                |                    |
| 1962.                  |                           |               |                |                    |
| 1962.                  |                           |               |                |                    |
| 1964.                  |                           |               |                |                    |
| 1964.                  | Седма зора                |               |                |                    |
| 1966.                  |                           |               |                |                    |
| 1967.                  | Казино Ројал              |               |                |                    |
| 1968.                  |                           |               |                |                    |
| 1969.                  | Дивља хорда               |               | Пајк Бишоп     |                    |
| 1973.                  |                           |               |                |                    |
| 1974.                  | Паклени торањ             |               | Џејмс Данкан   |                    |
| 1976.                  | ТВ мрежа                  |               | Макс Шумахер   |                    |
| 1978.                  | Предсказање 2: Демијан    |               | Ричард Торн    |                    |
| 1979.                  | Девојка из племена Ашанти |               |                |                    |
| 1980.                  |                           |               |                |                    |
| 1980.                  |                           |               |                |                    |
| 1981.                  | Пасји синови              |               |                |                    |